# Rutherfordstraat
De Rutherfordstraat is een relatief korte straat in Amsterdam-Oost.

## Geschiedenis en ligging
De straat is aangelegd op het grondgebied van de voormalige gemeente Watergraafsmeer, die in 1921 geannexeerd werd door gemeente Amsterdam. Amsterdam kwam hier echter pas in de vroege jaren 50. De straat is op 24 juni 1953 per raadsbesluit vernoemd naar chemicus Ernest Rutherford. Meerdere straten in de buurt zijn vernoemd naar wetenschappers. De honderd meter lange straat begint aan de Marconistraat (vernoemd naar Guglielmo Marconi) en eindigt op de Max Planckstraat (Max Planck). In de loop der jaren is in dit tuindorp nauwelijks iets veranderd.

## Gebouwen
Aan de straat staan twee huizenblokken. Aan de zuidkant staan de genummerde huizen met aaneengesloten nummers van 1 tot en met 10. Aan de noordzijde staan de achtergevels van de woningen aan het Lamarckhof. Ter plekke is hier een aantal L-vormige woonblokken geplaatst. Ze werden ontworpen door Piet Zanstra in samenwerking met J. van Schaik. Zij ontwierpen een groot aantal woningen voor tuindorp Middenmeer. De woningen bestaan uit drie bouwlagen met portieken om en om. Tussen de huisnnumers 1 en 2 ligt een portiek en zo verder. 

## Kunst
Bijzonder is dat boven elke portiek een artistiek kunstwerk in de vorm van een reliëf is geplaatst, kunstenaar onbekend. Bij de portiekdeur 9/10 staat een schakelkast ontworpen door Pieter Lucas Marnette van de Dienst der Publieke Werken in de stijl van de Amsterdamse School.

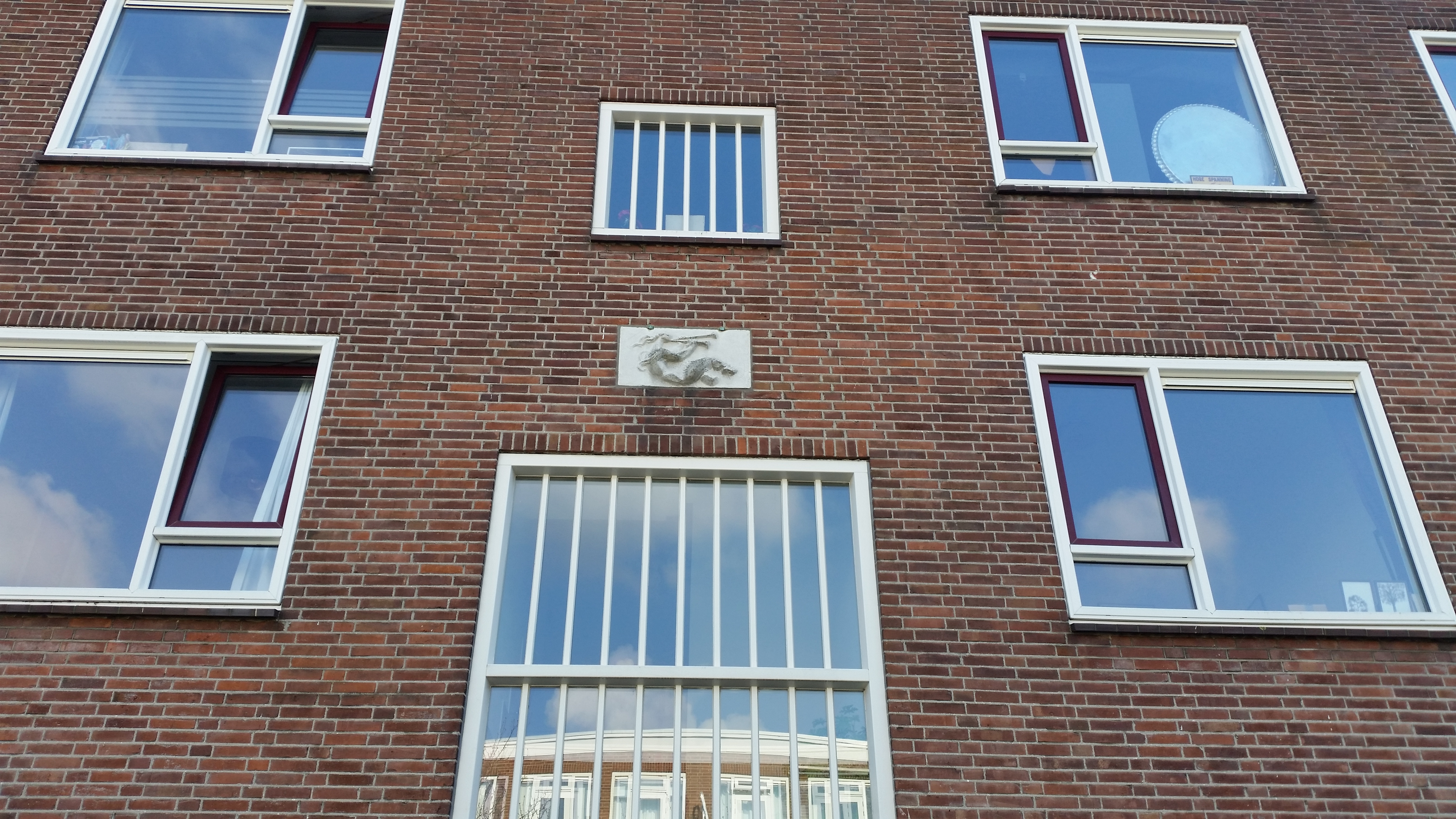
Reliëf boven Rutherfordstraat 3-4 (maart 2020)